# Cry Cry
Pour les articles homonymes, voir Cry.
Cry cry est le premier single de la chanteuse Oceana, issu de son album Love supply. Ce titre connaît un certain succès, notamment en Europe centrale et orientale.

## Historique
Sortie le 13 mars 2009, en tant que premier single de l'album Love Supply, cette chanson a permis à  Oceana de réaliser sa percée, en particulier en Europe de l'Est. La chanson a été écrite par Oceana, Marcus Brosch, Tobias Neumann et Anes Krpic. Le titre a été produit par Marcus Brosch et Tobias Neumann. La chanson, aux rythmes pop et funk, décrit une histoire d'espoir perdu. 
Le succès de cette chanson, et de l'album, dans les pays de l'Est lui a permis d'être choisie par l' UEFA pour chanter l'hymne officiel du Championnat d'Europe de football 2012.

## Classements hebdomadaires
La chanson atteint la première place place en Grèce, Hongrie, Pologne, République tchèque et Roumanie et la troisième en Ukraine. Elle atteint la huitième place en Espagne où elle reste 37 semaines dans le classement de Promusicae et atteint la première place au classement LOS40 des radios espagnoles.
| Classement                              | Meilleure position |
| --------------------------------------- | ------------------ |
| Allemagne (Media Control AG)            | 52                 |
| Autriche (Ö3 Austria Top 40)            | 73                 |
| Espagne (PROMUSICAE)                    | 8                  |
| Belgique (Flandre Ultratop 50 Singles)  | 25                 |
| Hongrie (Rádiós Top 40)                 | 1                  |
| Suisse (Schweizer Hitparade)            | 39                 |
| Belgique (Wallonie Ultratop 50 Singles) | 19                 |

## Vidéoclip
Le 1er juillet 2010, quelques mois après la sortie officielle de la chanson en single, un vidéoclip de Cry Cry a été publié sur la chaîne officielle d'Ultra Music sur YouTube, avec des images de la chanteuse interprétant la chanson et dansant dans différents endroits. La vidéo a eu plus de quatre millions et demi de vues sur YouTube.